# Талфибий
Талфибий (др.-греч. Ταλθύβιος) — персонаж древнегреческой мифологии, вестник Агамемнона, выполнявший его поручения во время Троянской войны. После убийства царя, по одной из версий мифа, помог спастись его малолетнему сыну Оресту. В историческую эпоху в Спарте Талфибия считали покровителем глашатаев и послов. С «гневом Талфибия» античные источники связывали ряд несчастий, которые постигли Афины и Спарту после убийства персидских послов в ходе греко-персидских войн.
Талфибий стал второстепенным персонажем «Илиады» Гомера, нескольких трагедий Эсхила, Софокла, Еврипида и Сенеки.

## Мифы
Талфибий впервые упомянут в «Илиаде» Гомера, где вместе с Эврибатом представлен как «верный клеврет и вестник» царя Микен Агамемнона, «голосом богу подобный». Он отвечал за доставку жертвенных животных и выполнял разного рода поручения царя. В частности, именно Талфибий совместно с Одиссеем привёз из Микен в Авлиду дочь Агамемнона Ифигению, предназначенную для жертвоприношения Артемиде; вместе с Менелаем он совершил поездку на Кипр и добился от местного царя Кинира обещания прислать под Трою 50 кораблей, а во время осады города забрал у Ахилла его наложницу Брисеиду. В седьмой песне «Илиады» Талфибий и троянец Идей добились прекращения поединка Гектора и Аякса Теламонида, а когда Троя пала, именно Талфибий сообщил Андромахе, что её сын Астианакс будет убит по решению ахейского войска.
После гибели Агамемнона от рук Эгисфа и Клитемнестры Талфибий сохранил верность царским детям. В одной из версий мифа именно он спас малолетнего сына убитого, Ореста, — тайно увёз царевича из Микен либо в Коринф, где передал его царю Крита Идоменею, либо в Фокиду, царь которой Строфий был женат на сестре Агамемнона Анаксибии. В некоторых версиях, судя по изобразительным источникам, Талфибий сочувствовал Электре, оплакивавшей отца, помог ей встретиться с вернувшимся на родину Орестом и принял участие в убийстве Эгисфа.
По данным Страбона, Талфибия считали одним из основателей колонии Тегея на Крите.

## Память о Талфибии в историческую эпоху
В античном мире Талфибий считался покровителем вестников и глашатаев, так что его имя даже стало нарицательным. В Спарте роль глашатаев выполняли представители рода Талфибиадов, которые считали себя потомками Талфибия. С именем этого персонажа связана легенда периода греко-персидских войн, рассказанная Геродотом. Когда спартанцы убили персидских послов, потребовавших подчинения царю царей, Спарту поразил «гнев Талфибия»: все предзнаменования при жертвоприношениях оказывались неугодными богам. Чтобы унять этот гнев, двое знатных спартиатов, Сперхий и Булис, решили пожертвовать жизнью. Они отправились в качестве послов к правителю империи Ахеменидов Ксерксу и отказались пасть перед ним ниц, заявив, что у спартанцев нет обычая перед кем-либо преклоняться. Свой приезд они объяснили не желанием договориться о мире, а необходимостью принять смерть за убитых персидских послов. На это Ксеркс возразил, что персы не нарушают священные для всех народов законы о безопасности послов. Он не только отпустил Сперхия и Булиса домой, но и заявил, что снимает с лакедемонян вину за убийство. После этого «гнев Талфибия» прекратился.
Похожую историю, связанную с Афинами, Геродот упоминает только вскользь. Жители этого города тоже убили персидских послов, и Геродот в связи с этим пишет: «Какое несчастье постигло афинян за их поступок, я не могу сказать, кроме того, что их земля и сам город были разорены. Впрочем, мне думается, опустошение Аттики произошло не из-за этого». Такое несоответствие в описании «гнева Талфибия» относительно Спарты и Афин в одном источнике исследователи объясняют тем, что Геродот следовал двум разным традициям, либо тем, что он осознанно замалчивал участие одного конкретного человека в афинском убийстве послов. Во втором случае древним автором могло двигать нежелание компрометировать Мильтиада — самого влиятельного политика Афин на момент убийства, чей сын Кимон обладал большим влиянием на момент приезда Геродота в Афины. В этом контексте более аутентичным может выглядеть свидетельство писателя II века н. э. Павсания о том, что «гнев Талфибия» за убийство персидских послов всё же постиг Мильтиада (и только его).
В Спарте находилось святилище Талфибия. На территории этого полиса, по мнению спартанцев, Талфибий и был похоронен; впрочем, могилу героя путникам показывали также в Эгионе в Ахее и в Микенах. Храм Талфибия существовал и в Аргосе. В Эгионе и в Спарте, по словам Павсания, Талфибию приносили жертвы как герою.

## В культуре
Сохранился ряд античных изображений Талфибия. На рельефе с Самофракии, датированном серединой VI века до н. э. и хранящемся в Лувре, он стоит рядом с восседающим на троне Агамемноном, на нескольких сосудах изображён эпизод с Брисеидой, в Tabula Iliaca Capitolina — эпизод с Андромахой. Некоторые сцены с вестником Агамемнона отображают версии мифа, незафиксированные в письменных источниках. В частности, версия об участии Талфибия в убийстве Эгисфа проиллюстрирована на кратере из Малибу, на венском кратере (здесь Талфибий удерживает за руку Клитемнестру, замахнувшуюся топором на Ореста, когда тот убивает Эгисфа), на бостонском стамносе (здесь сюжет примерно тот же, но Орест не видит занёсшую над ним топор Клитемнестру, так что без вмешательства Талфибия он бы неизбежно погиб). На двух сосудах Талфибий стоит рядом с Электрой у гробницы её отца и утешает царевну. Вестник Агамемнона изображён и на нескольких античных саркофагах.
Известно, что Талфибий стал одним из персонажей поэмы Стесихора «Орестея», текст которой полностью утрачен. Изъятие Талфибия из архаической версии убийства Эгисфа и Клитемнестры Орестом в трагедиях классического периода, скорее всего, связано с необходимостью сделать сцену более компактной и придать ей больший драматизм. Талфибий является действующим лицом в трагедиях Эсхила «Агамемнон», Софокла «Электра», Еврипида «Электра», «Гекуба» и «Троянки», Сенеки «Троянки». Он также упомянут в «Оресте» и «Ифигении в Авлиде» Еврипида. В «Электре» Софокл использовал приём «узнавания»: Ореста зритель узнаёт через предмет (перстень Агамемнона), а Талфибия — посредством умозаключения (это тот, кому Электра передала Ореста, чтобы отправить в Фокиду).
При сравнении «Электры» Софокла и «Электры» Еврипида историки отмечают трансформацию образа Талфибия. У Софокла он в первую очередь учитель Ореста, у Еврипида — старец, который воспитал Ореста и Электру, а спустя много лет помогает им отомстить за отца. В обоих произведениях он не назван по имени, согласно обычаю трагиков оставлять безымянными второстепенных персонажей. В «Оресте» Талфибий несвободен, он зависит от более влиятельных людей. В «Троянках» Еврипид представляет Талфибия рабом толпы, который вынужден сообщить Андромахе о решении войска греков убить её малолетнего сына Астианакта (последнему было предсказано восстановить Трою). Для Еврипида вестник — это, по словам Мишеля Фуко, «тот, кто не способен высказывать истину, признавать её, поскольку он зависит от кого-то другого, от своего хозяина». В «Оресте» Талфибий во время суда двуличен, а его слова расплывчаты. С одной стороны он расхваливает своего бывшего хозяина Агамемнона, с другой — не хочет ссориться с могущественными друзьями Эгисфа и Клитемнестры и в конечном итоге предлагает казнить их убийц.
Сенека в сатире «Апофеоз божественного Клавдия» назвал Меркурия (вестника Юпитера) «Талфибием богов».В ироническом ключе Талфибий упоминается в комедии Плавта «Стих».
Именем Талфибия назван астероид Юпитера, который 15 октября 1980 года открыл американский астроном Эдвард Боуэлл в обсерватории Андерсон-Меса.

### Исследования
- История греческой литературы / Под редакцией С. И. Соболевского, Б. В. Горнунга, З. Г. Гринберга, Ф. А. Петровского, С. И. Радцига. — М. — Л.: Издательство АН СССР, 1946. — Т. I. Эпос, лирика, драма классического периода.
- Крылова Н. С. Общие мотивы древнегреческой трагедии об Электре // Театрон. Научный альманах Санкт-Петербургской академии театрального искусства. — 2008. — № 2. — С. 38—45. — ISSN 1998-7099.
- Логинов А. В. Орестея в афинской вазописи // Аристей. Aristeas: вестник классической филологии и античной истории. — 2012. — Т. 5, № 5. — С. 168—184.
- Суриков И. Е. Геродот и Филаиды // Аристей. Aristeas: вестник классической филологии и античной истории. — 2011. — Т. 3. — С. 30—64.
- Фуко М. Речь и истина. Лекции о парресии (1982–1983) / пер. с фр. Д. Кралечкина; под науч. ред. М. Маяцкого. — М.: Издательский дом «Дело» РАНХиГС, 2020. — 384 с. — ISBN 978-5-85006-155-5.
- Чепель Е. Ю. «Греки, измыслившие варварские злодейства»: образ варвара в «троянских» трагедиях Еврипида // Вестник РГГУ. Серия: История. Культурология. Востоковедение. — 2010. — Вып. 53, № 10. — С. 198—211. — ISSN 2073-6355.
- Ярхо В. Н. Талфибий // Мифы народов мира / Главн. ред. С. А. Токарев. — М.: Советская энциклопедия, 1980. — С. 964.
- Geisau. Talthybios 1 :  [нем.] // Paulys Realencyclopädie der classischen Altertumswissenschaft. — Stuttgart, 1932. — Bd. II, 8. — Kol. 2088—2090.
- Waser O.[нем.]. Talthybios // Ausführliches Lexikon der griechischen und römischen Mythologie :  [нем.] / Roscher Wilhelm Heinrich. — Leipzig : Druck und Verlag von B. G. Teubner, 1916—1924. — Bd. V. — Kol. 37—42.